# Chi Táo mèo
Chi Táo mèo (danh pháp khoa học: Docynia) là một chi thực vật có hoa trong họ Rosaceae.
Chi này bao gồm các loài cây gỗ thường xanh hay bán thường xanh; nụ hình trứng, nhỏ, với vài vảy phô ra. Các lá đơn, mọc so le, có lá kèm, có cuống lá, gân lá thứ cấp uốn cong về phía mép lá, mép lá nguyên hay khía răng cưa, đôi khi phân thùy nhỏ. Hoa có cuống ngắn, mọc thành chùm 2–5, sớm kết quả hay có các nhị hợp nhất bởi các bao phấn; lá bắc nhỏ, sớm rụng. Đế hoa hình chuông, có lông măng rậm ở phía xa trục. Lá đài 5, hình mác. Cánh hoa 5, trắng, gốc có vuốt ngắn. Nhị hoa 30–50, 2 vòng. Bầu nhụy hạ, 5 ngăn, với 3–10 noãn mỗi ngăn; vòi nhụy 5, hợp sinh tại gốc, có lông tơ. Quả dạng quả táo hình phỏng cầu hay hình trứng hoặc hình quả lê, đường kính 2–3 cm, với các lá đài bền mọc thẳng hay uốn cong vào trong. Chúng thụ phấn nhờ côn trùng.

## Các loài
- Docynia indica (Wall.) Decne. (đồng nghĩa: Docynia delavayi Rehder, D. docynioides, D. griffithiana, D. hookeriana, D. rufifolia): Táo mèo. Có ở Ấn Độ, Bhutan, Myanma, Nepal, Pakistan, Sikkim, Thái Lan, tây nam Trung Quốc (tây nam Tứ Xuyên, đông bắc Vân Nam), Việt Nam.
- Docynia delavayi (Franch.) C.K.Schneid.: Táo mèo delavay hay di y. Có ở tây Quý Châu, tây Tứ Xuyên, đông bắc Vân Nam.

Loài Docynia doumeri C.K.Schneid., 1906 hiện nay có danh pháp hợp lệ là Malus doumeri A.Chev., 1920 (xem diễn giải thêm tại trang này). Loài Docynia longiunguisQ.Luo & J.L.Liu với mẫu vật thu thập năm 2010 tại khu vực miền núi thuộc Tây Xương (tỉnh Tứ Xuyên) hiện vẫn chưa được kiểm tra có phải là loài hợp lệ hay không.

## Hình ảnh

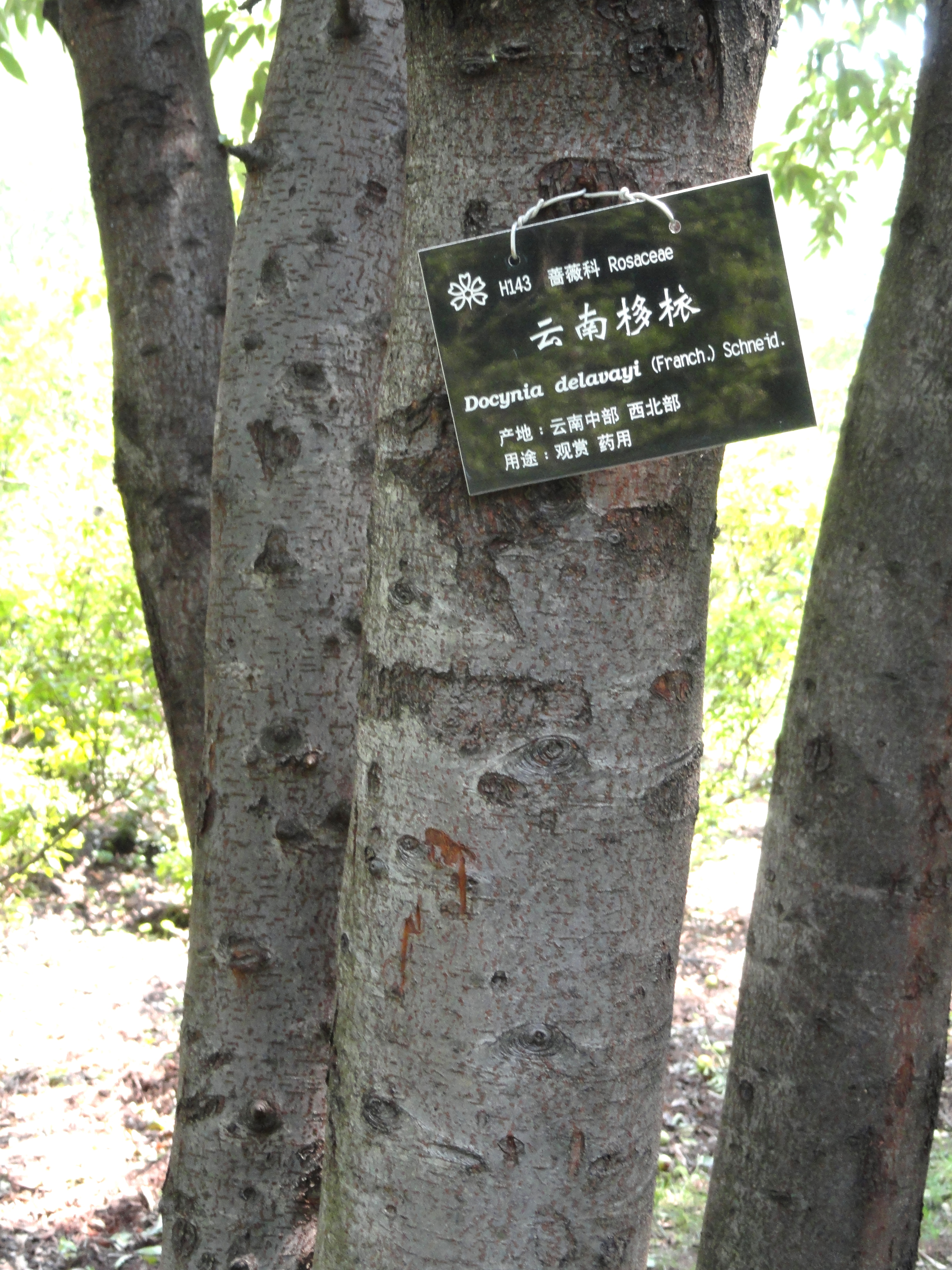
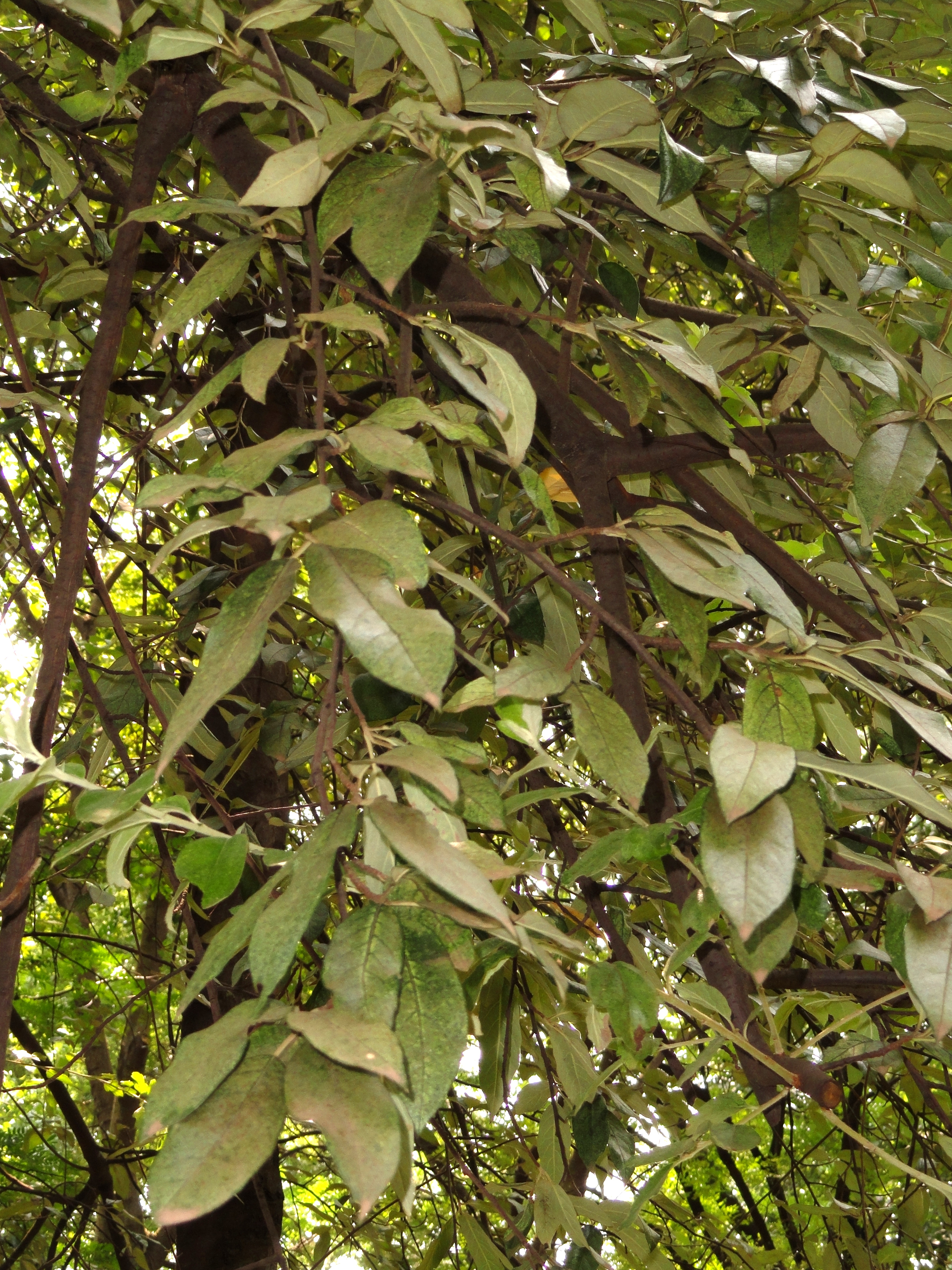